# Thaumatoneura inopinata
Thaumatoneura inopinata (лат.) — вид крупных стрекоз из монотипических рода Thaumatoneura и семейства Thaumatoneuridae, или в составе Megapodagrionidae. 
Включён в международную Красную книгу МСОП.

## Распространение
Центральная Америка: Коста-Рика и Панама.

## Описание
Крупный вид стрекоз, с характерным полётом около водопадов и других ниспадающих потоков воды (отсюда англоязычное название giant waterfall damsel или cascade damselfly). Таксономическая позиция дискутируется. Вид Thaumatoneura inopinata либо включают в отдельное семейство Thaumatoneuridae (в составе надсемейства Calopterygoidea), либо в Megapodagrionidae.
Вид был впервые описан в 1897 году английским энтомологом Робертом Маклахланом, который тогда не знал места происхождения типовой серии. Вид был позднее переписан американским энтомологом Филип Калвертом.